# اچ‌دی ۱۱۶۲۴
اچ‌دی ۱۱۶۲۴ یک ستاره است که در صورت فلکی آندرومدا قرار دارد.